# Stalled Cairn am Point of Cott
 Der Stalled Cairn am Point of Cott südöstlich von Pierowall auf der Orkney-Insel Westray in Schottland ist ein langgestreckter gehörnter Stalled Cairn vom Orkney-Cromarty-Typ (OC).
Er liegt über dem steilen Meeresufer mit der Achse zum Rand der niedrigen Klippen. Der Cairn ist an der Ostseite und am nördlichen Ende, wo der Kammerbereich liegt, erodiert. Der um etwa ein Drittel reduzierte Hügel ist etwa 30,0 m lang. Das nördliche Ende ist etwa 15,0 m und das südliche etwa 8,5 m breit. Der grasbewachsene Cairn besteht aus flachen Platten des Uferaufschlusses und hat am südlichen Ende eine maximale Höhe von etwa 1,5 m.